# Горне Хлебани
Горне Хлебани (словац. Horné Chlebany) — село, громада округу Топольчани, Нітранський край. Кадастрова площа громади — 3.8 км².
Населення 372 особи (станом на 31 грудня 2019 року).

## Історія
Горне Хлебани згадуються 1328 року.

## Географія
Протікає Сольчанський потік.

## Населення
| Рік:            | 1994. | 2004.   | 2014.   | 2024.   |
| --------------- | ----- | ------- | ------- | ------- |
| Кількість осіб: | 369   | 339     | 360     | 370     |
| Різниця:        |       | -8,13 % | +6,19 % | +2,77 % |

| Рік:            | 2023. | 2024.   |
| --------------- | ----- | ------- |
| Кількість осіб: | 379   | 370     |
| Різниця:        |       | -2,37 % |